# Forno Siemens-Martin
O forno Siemens-Martin é um tipo de forno para produção de aço. Tal processo foi inventado visando a utilização de combustíveis como óleos e gás, ao invés de aquecimento elétrico como é nos outros fornos utilizados em aciarias.
Estes fornos eram carregados com ferro gusa líquido vindo dos alto-fornos ou da redução direta do minério de ferro, sucata de ferro (40-60%) e aditivos (fundentes).
A principal diferença de funcionamento dos fornos Siemens-Martin para os conversores e fornos a arco ou indução usados nas aciarias é que a oxidação das impurezas não se dá através do oxigênio injetado, seja pela injeção de ar ou gás oxigênio puro no interior do líquido, e sim pela redução dos óxidos de ferro das sucatas sob altas temperaturas que liberam oxigênio capaz de oxidar tais impurezas. As impurezas que resultam da reação química com os fundentes adicionados, são eliminadas da forma convencional, como nos outros fornos, através da formação de escória que pode ser retirada pela separação física por diferença de densidade.
A grande dificuldade deste forno é o tempo utilizado para o processo (6-8 horas em média), muito superior a dos conversores Linz-Donawitz ou Fornos a Arco (cerca de 15 minutos), e a necessidade de utilização de muita sucata.
Desde o inicio do século XX até a década de 60 foi o principal tipo de forno utilizado nas aciarias, porém, com o surgimento dos conversores Linz-Donawitz, e a redução do preço da energia elétrica em relação ao aquecimento a gás ou óleo, o forno Siemens-Matin deixou de ser vantajoso, e foi gradativamente substituído por outros tipos de fornos até sua eliminação total.